# Magnet Márquez

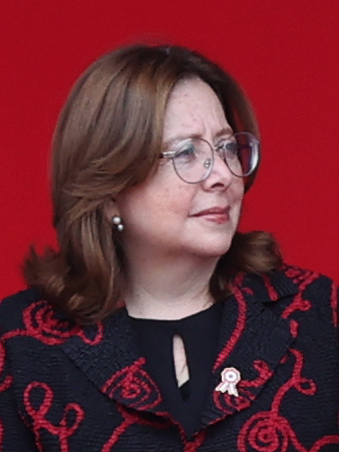
Magnet Márquez, 2023

Magnet Carmen Márquez Ramírez (geboren im 20. Jahrhundert) ist eine peruanische Politikerin. Sie war vom April 2023 bis zum September 2023 Bildungsministerin im Kabinett Boluarte.

## Leben
Magnet Márquez absolvierte an der Universidad de Lima ein Studium der Rechtswissenschaften.

## Politische Laufbahn
Márquez hatte mehrere Positionen in verschiedenen Ministerien inne. So leitete sie im Wirtschafts- und Finanzministerium die Superintendencia Nacional de Aduanas y de Administración Tributaria, die peruanische Zoll- und Steuerbehörde. Anschließend war sie im Bildungsministerium tätig. Nachdem sie dort zunächst Personalleiterin war, wurde sie im Dezember 2022 zur Vizeministerin für institutionelle Verwaltung ernannt.
Nachdem Bildungsminister Óscar Becerra zurückgetreten ist, ernannte Präsidentin Dina Boluarte am 23. April 2023 Márquez zu seiner Nachfolgerin. Während ihrer Zeit als Ministerin besprach der peruanische Kongress einen Gesetzentwurf, der es als Maßnahme gegen den Lehrermangel ermöglichen soll, auch ohne Abschluss zu einer Lehrkraft zu werden. Márquez kritisierte diesen Gesetzesentwurf und meinte, dass er die Bildungsqualität in Peru weiter verschlechtern werde, und bat die Abgeordneten, dagegen zu stimmen. Nachdem das Gesetz trotzdem verabschiedet wurde, nannte sie dies einen „Schlag gegen die Bildung“ (“golpe para la educación”). Als Konsequenz dieser Kritik am Bildungsgesetz soll Premierminister Alberto Otárola sie am 5. September 2023 um ihren Rücktritt gebeten haben, was sie noch am selben Tag tat.